# Père Lachaise (métro de Paris)
Pour les articles homonymes, voir Père Lachaise.
Père Lachaise est une station des lignes 2 et 3 du métro de Paris, située à la limite des 11e et 20e arrondissements de Paris.

## Situation
La station est implantée à la limite administrative entre le quartier Saint-Ambroise à l'ouest, le quartier de la Roquette au sud-ouest et le quartier du Père-Lachaise à l'est. Elle se trouve à l'intersection du boulevard de Ménilmontant, de l'avenue de la République et de l'avenue Gambetta, à l'ouest de la place Auguste-Métivier, les quais étant établis :
- sur la ligne 2, au sud du croisement, selon l'axe approximativement orienté nord-sud du boulevard de Ménilmontant (entre les stations Ménilmontant et Philippe Auguste) ;
- sur la ligne 3, à l'ouest du carrefour sous l'extrémité de l'avenue de la République, selon un axe approximativement orienté nord-ouest/sud-est (entre les stations Rue Saint-Maur et Gambetta, cette dernière étant précédée par l'ancienne station Martin Nadaud qui lui est incorporée).

Un raccordement de service à voie unique s'embranche en pointe sur la voie de la ligne 3 en direction de Gallieni, en amont de la station, puis longe les points d'arrêt des deux lignes par le sud-ouest pour venir se raccorder en talon à la voie de ligne 2 en direction de Nation, en aval de la station.

## Histoire
La station est ouverte le 25 février 1903, soit plus de trois semaines après l'ouverture au public du tronçon entre Anvers et Bagnolet (aujourd'hui Alexandre Dumas) de la ligne 2 Nord, intervenue le 31 janvier précédent. Jusqu'à son achèvement, les trains la traversent sans y marquer l'arrêt.
Elle doit sa dénomination à son implantation au nord-ouest du cimetière du Père-Lachaise, plus grand cimetière parisien intra muros, lequel doit sa notoriété internationale à ses sépultures de célébrités qui en font un lieu touristique majeur de Paris et le cimetière le plus visité au monde.
Le 19 octobre 1904, la station de la ligne 3 est ouverte à son tour et constitue provisoirement le terminus oriental de sa première section depuis Avenue de Villiers (aujourd'hui Villiers) jusqu'au 25 janvier 1905, date à laquelle la ligne est prolongée une première fois jusqu'à Gambetta.
Le 17 octobre 1907, la ligne 2 Nord devient plus simplement l'actuelle ligne 2 à la suite de l'absorption de la ligne 2 Sud (section de l'actuelle ligne 6) par la ligne 5 le 14 octobre précédent.
Le 25 février 1909, compte tenu de la profondeur plus importante des quais de la ligne 2 par rapport à ceux de la ligne 3, la station est la première du réseau à bénéficier d'un escalier mécanique, lequel ne dispose pas encore de paliers d'extrémités alignés avec le sol, comme c'est le cas des escaliers roulants actuels pour faciliter l'accès des utilisateurs tout en limitant les risques de chutes.
À partir des années 1960, les quais de la ligne 3 font l'objet d'une première modernisation par la mise en place d'un carrossage métallique sur les piédroits, doté de montants horizontaux de couleur vert d'eau et de cadres publicitaires dorés, éclairés par le haut. Cette technique d'aménagement est alors largement utilisée sur le réseau pour rénover les stations rapidement et à moindre coût.
Le carrossage publicitaire est néanmoins rapidement retiré des quais de la ligne 3 au profit d'une décoration dans le style « Andreu-Motte » — adoptée par un tiers des stations du réseau entre 1974 et 1984 — ici de couleur jaune avec le remplacement des faïences blanches biseautées d'origine par du carrelage blanc plat posé verticalement en colonnes. Ce style décoratif est appliqué en parallèle aux quais de la ligne 2, en orange vif et marié avec du carrelage blanc plat également.
Dans le cadre du programme « Renouveau du métro » de la RATP, les couloirs de la station sont rénovés à leur tour le 4 mars 2005, tandis que les quais se voient retirer leurs banquettes « Motte » maçonnées en carrelage plat de couleur orange sur la ligne 2 et blanc sur la ligne 3, les sièges qui les surmontaient étant dorénavant fixés à un support métallique mural.

### Fréquentation
Selon les estimations de la RATP, la station a vu entrer 4 724 592 voyageurs en 2019, ce qui la place à la 90e position position des stations de métro pour sa fréquentation. En 2020, avec la crise du Covid-19, son trafic annuel tombe à 2 503 028 voyageurs, la classant alors au 83e rang, avant de remonter progressivement en 2021 avec 3 465 307 entrants comptabilisés, ce qui la place à la 81e position des stations du réseau pour sa fréquentation cette année-là.

## Services aux voyageurs

### Accès
La station dispose de deux accès répartis en trois bouches de métro :
- l'accès no 1 « Boulevard de Ménilmontant » comprenant une entrée principale et une sortie secondaire établies dos-à-dos, la première constituée d'un escalier fixe, la seconde disposant d'un escalier mécanique montant, débouchant toutes les deux à l'extrémité nord de l'allée Nicole-Girard-Mangin sur le terre-plein central du boulevard de Ménilmontant, au sud du croisement avec les avenues de la République et Gambetta ;
- l'accès no 2 « Avenue de la République », constitué d'un escalier fixe, se trouvant au droit du no 103 de l'avenue précitée ; cette entrée secondaire permet un accès direct aux quais de la ligne 3 uniquement.

Deux édicules Guimard ornent respectivement la trémie principale de l'accès no 1 et l'entrée no 2, le second étant dépourvu de portique. Dessinés par Hector Guimard, ces entourages font l'objet d'une inscription au titre des monuments historiques par l'arrêté du 29 mai 1978, protection renouvelée le 12 février 2016. La sortie secondaire rattachée à l'accès no 1 est entourée d'une balustrade plus sobre, en acier peint en vert.

Accès à la station.
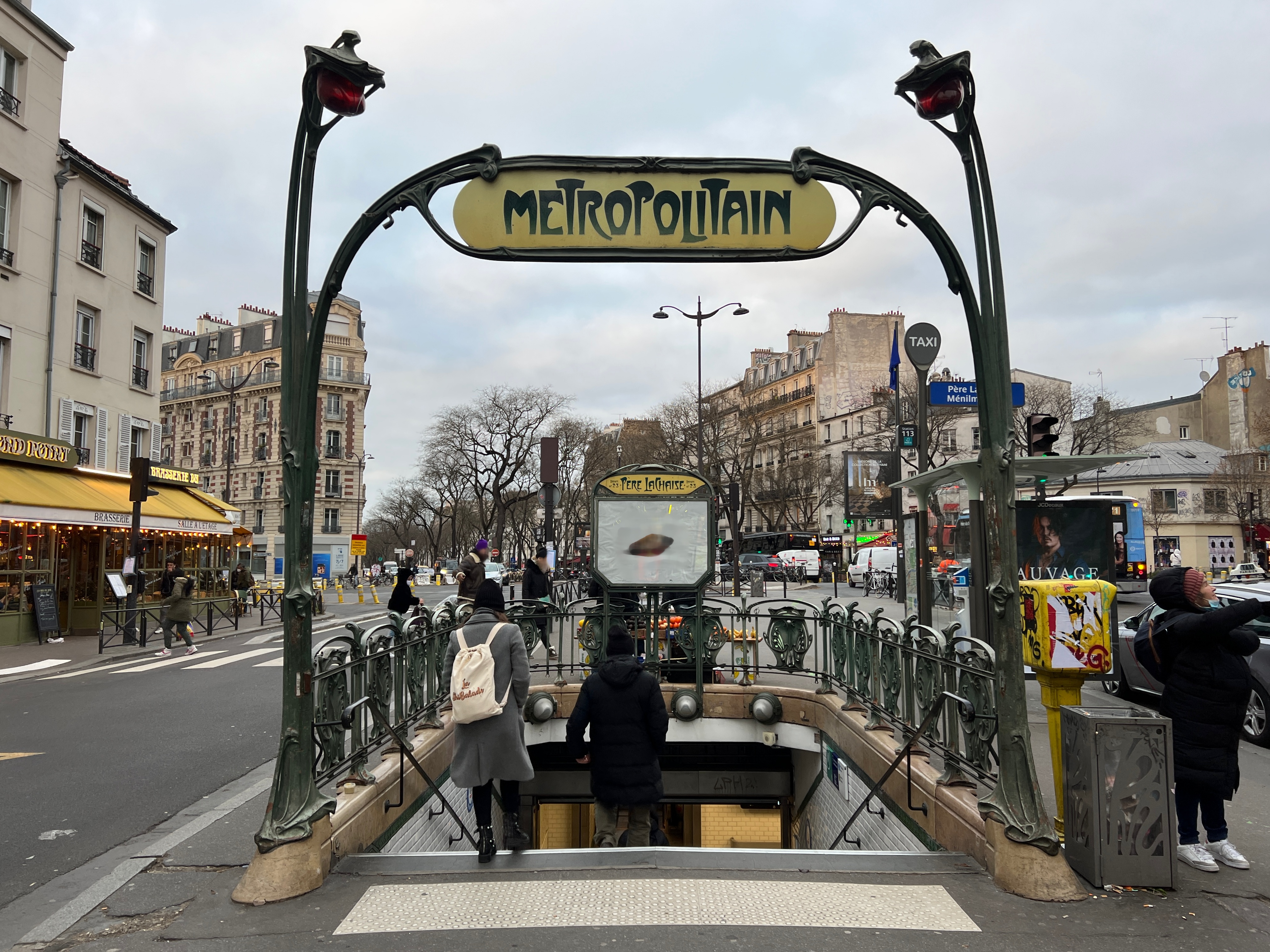
L'accès no 1, « Boulevard de Ménilmontant ».
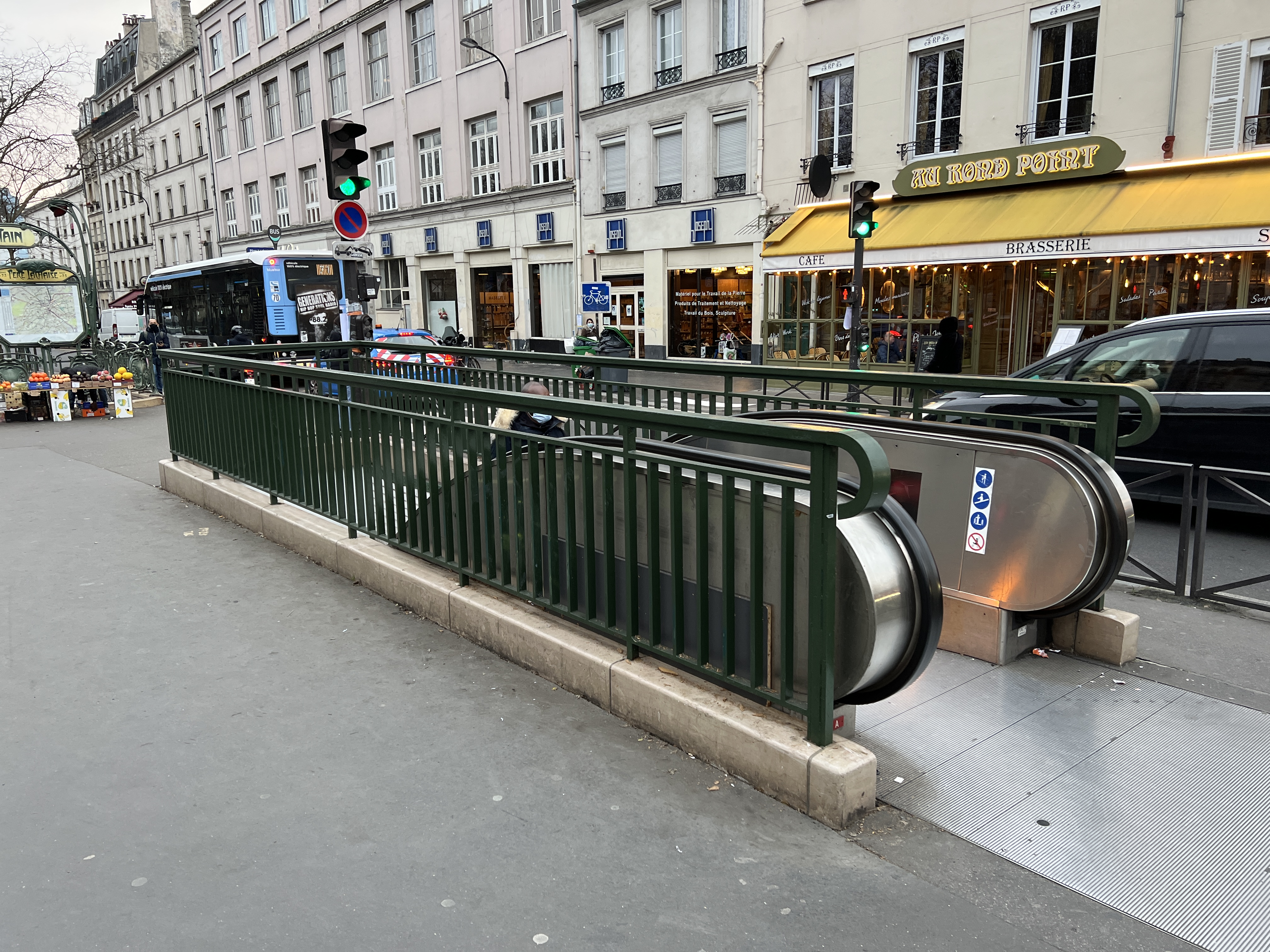
La sortie secondaire rattachée à l'accès no 1.
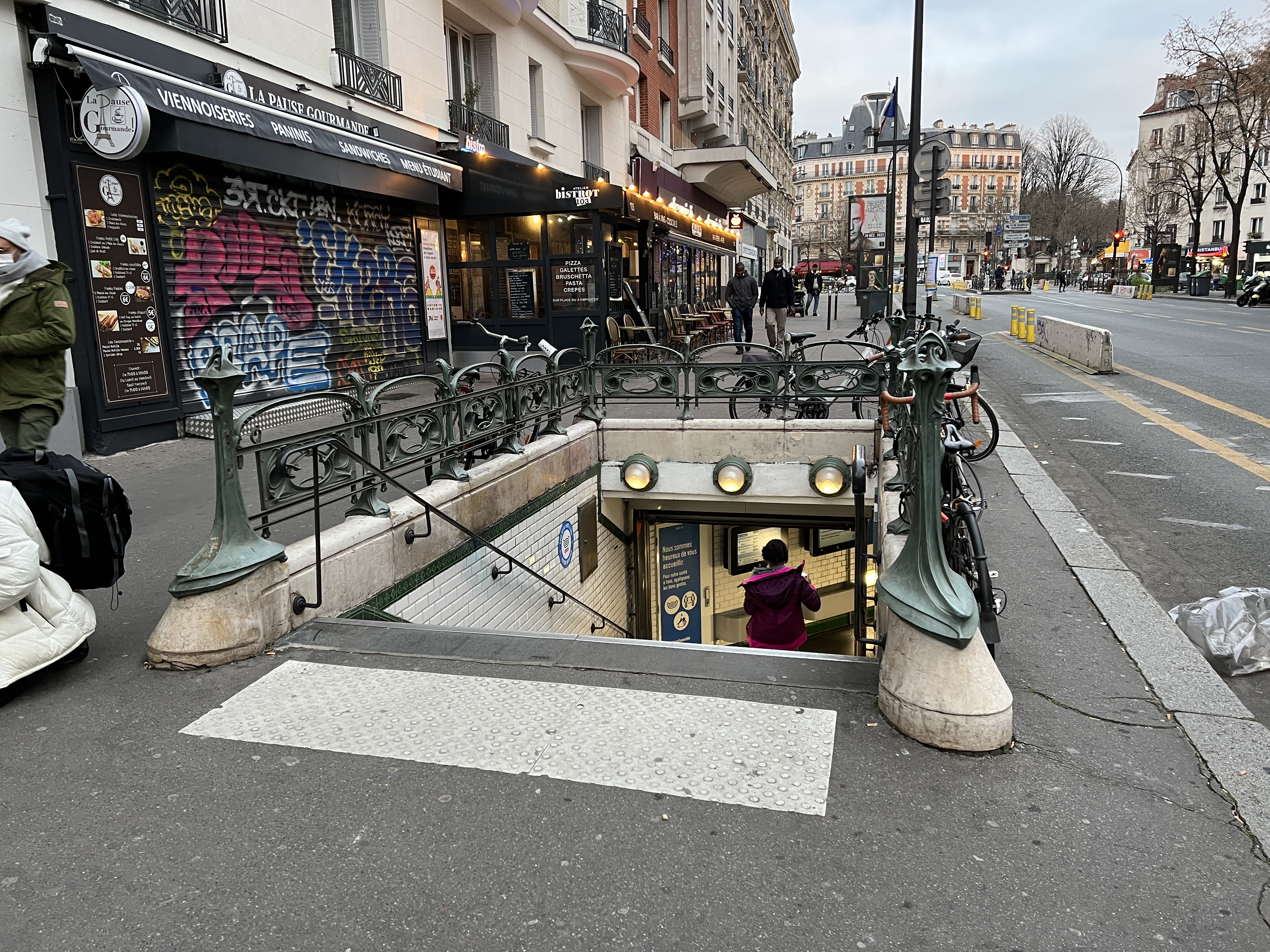
L'accès no 2, « Avenue de la République ».

### Quais
Les quais des deux lignes, d'une longueur conventionnelle de 75 mètres, sont de configuration standard pour le métro de Paris : au nombre de deux par point d'arrêt, ils sont séparés par les voies du métro situées au centre. Leur décoration est de style « Andreu-Motte » dans les deux cas.
Ceux de la ligne 2 possèdent une voûte elliptique et le style décoratif y est appliqué avec deux rampes lumineuses orange, des tympans partiellement recouverts de carrelage orange plat ainsi que des sièges « Motte » de même couleur. Ces aménagements sont mariés avec les carreaux en céramique blancs plats qui recouvrent les piédroits, la voûte et une partie des tympans au droit des couloirs d'accès. Ces parements sont posés horizontalement et alignés d'une rangée sur l'autre, tranchant avec la disposition en quinconce habituelle des stations voûtées ; seule la demi-station commune aux lignes 8 et 10 à La Motte-Picquet - Grenelle présente la même particularité, bien qu'elle ait également existé jusqu'en 2017 à Gare du Nord sur les quais de la ligne 4. Les cadres publicitaires sont métalliques et le nom de la station est inscrit en police de caractères Parisine sur des plaques émaillées.

Quais de la ligne 2
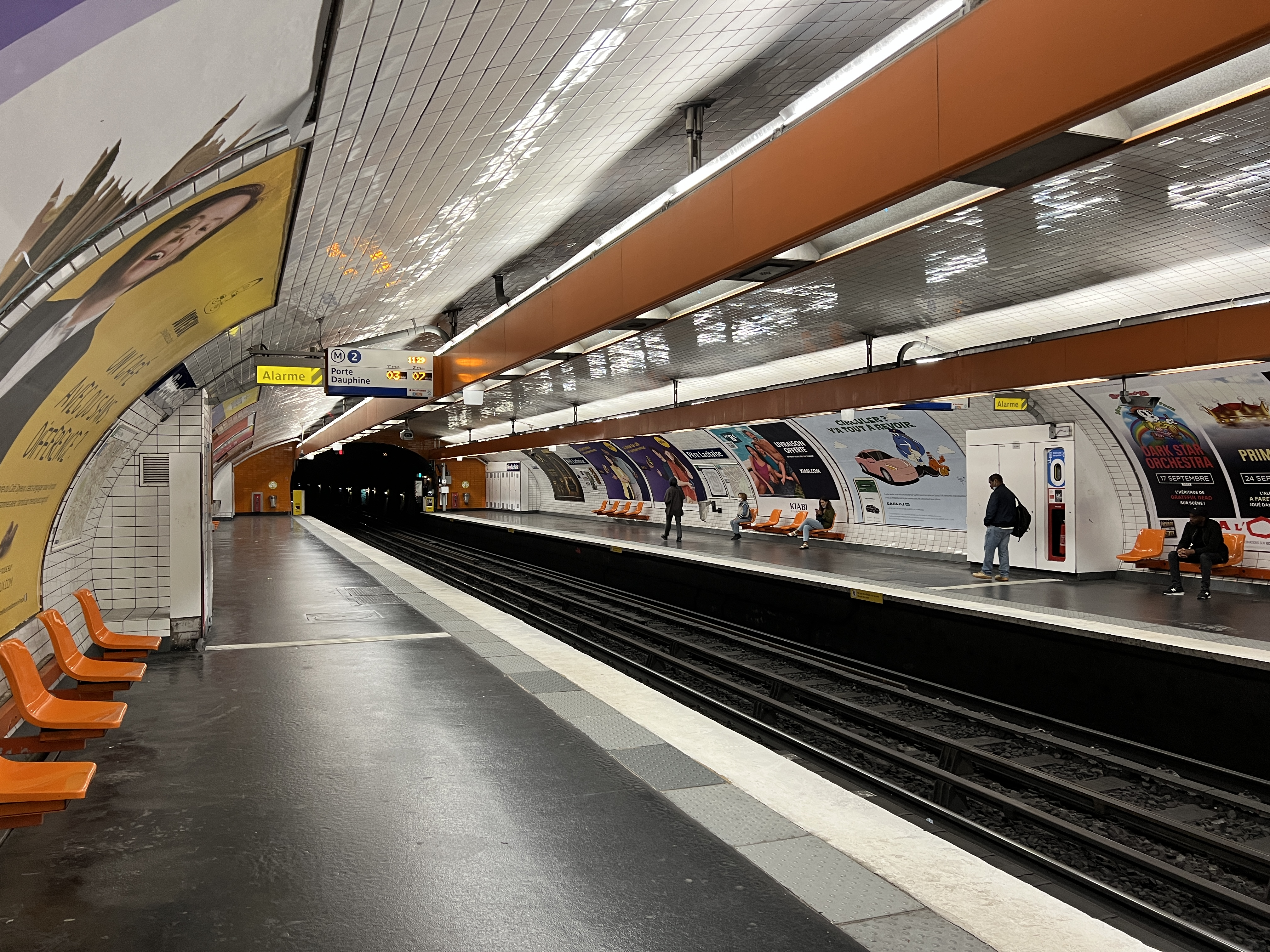
Vue d'ensemble des quais en direction de Nation.
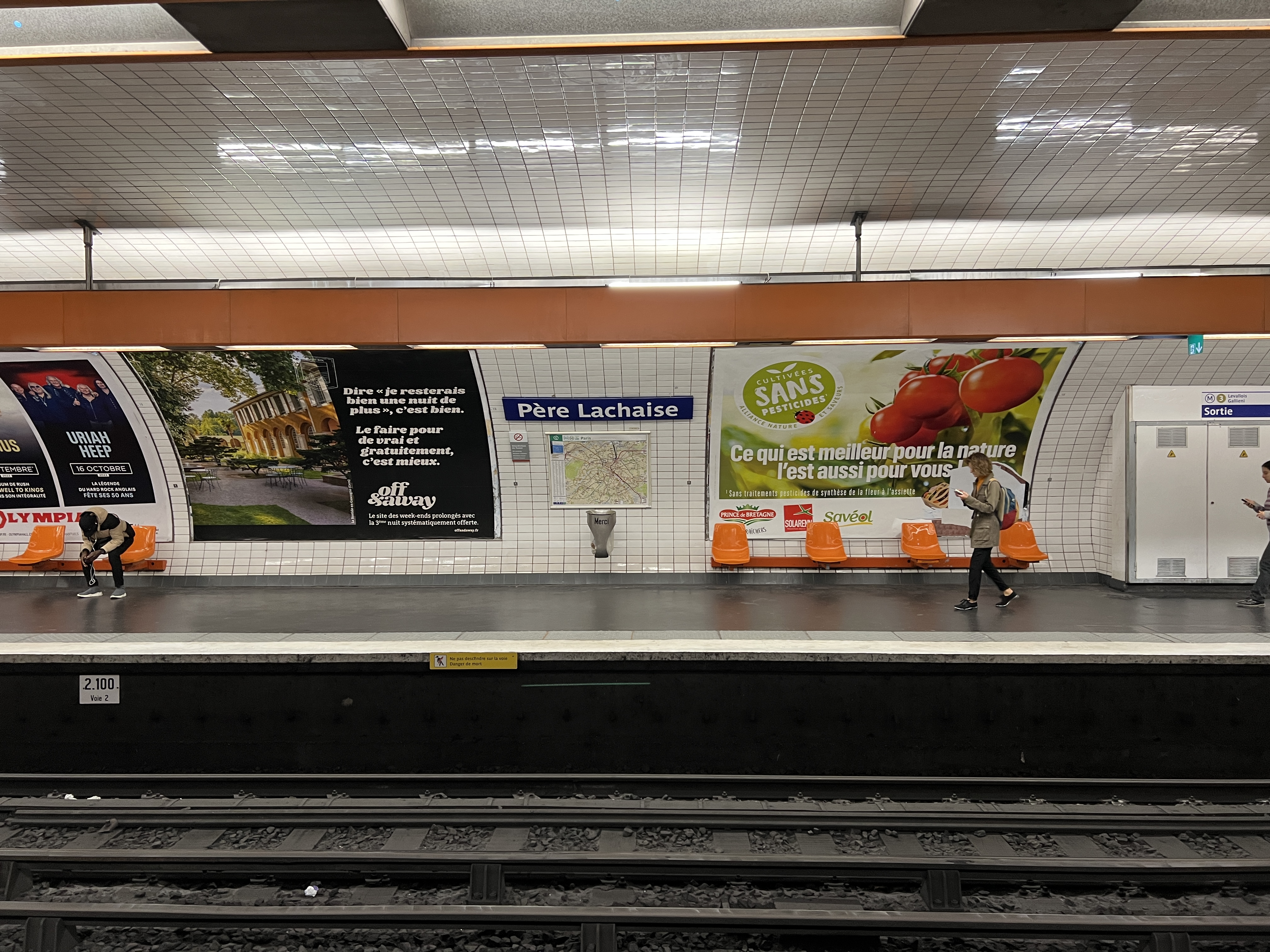
Vue transversale des quais.
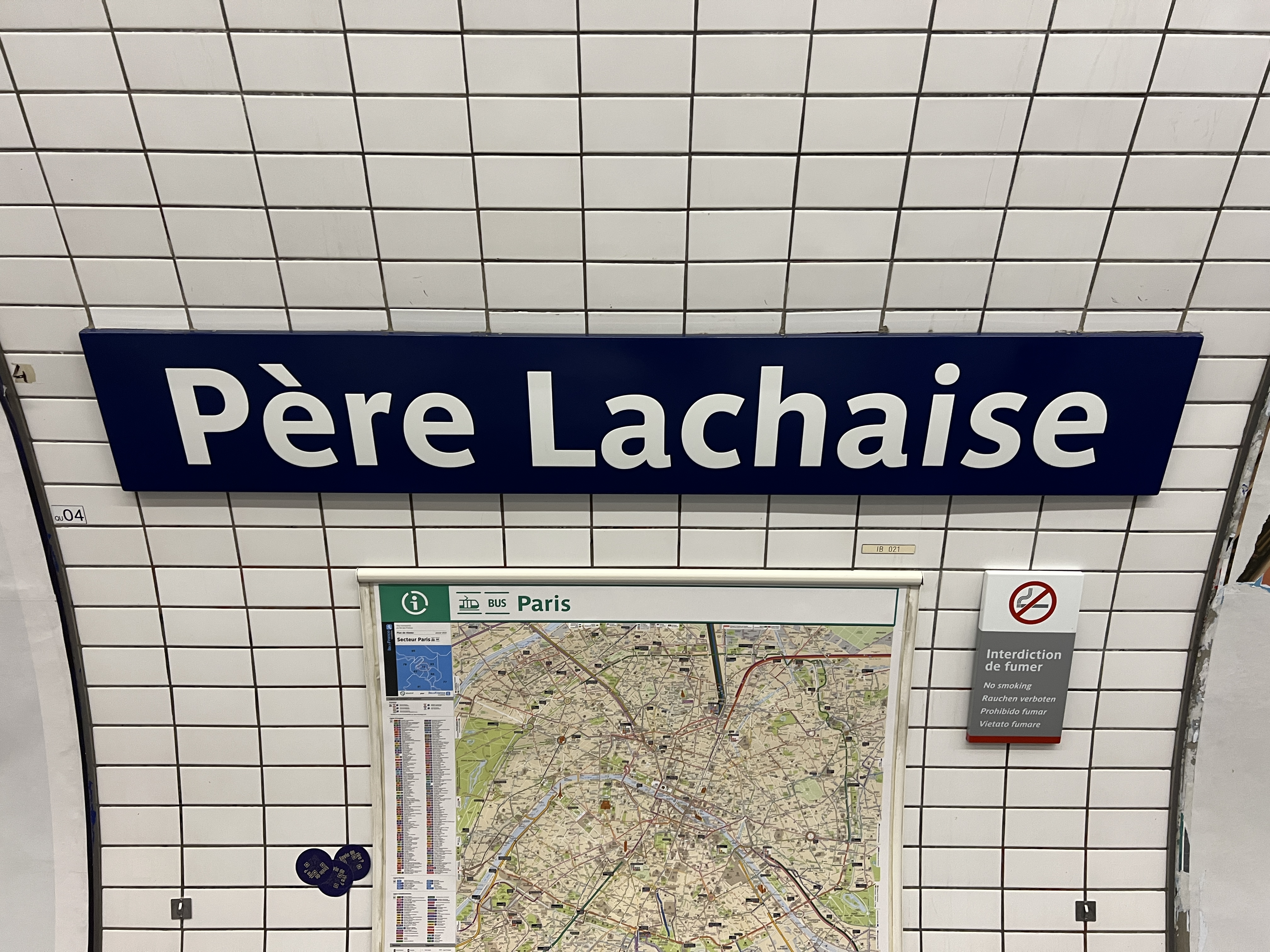
Plaque émaillée indiquant le nom de la station.

Les quais de la ligne 3 sont établis à fleur de sol : le plafond, supportant la chaussée en surface, est ainsi constitué d'un tablier métallique, dont les poutres sont supportées par des piédroits verticaux et reliées entre elles par des cornières, lesquelles portent des voûtains en briques peints en blanc. La décoration « Andreu-Motte » y est matérialisée par deux rampes lumineuses jaunes (ayant la particularité de suivre la déclivité du plafond), une peinture de même teinte sur les poutres en métal et des sièges « Motte » jaunes. Les carreaux en céramique blancs, posés verticalement et alignés en colonnes, sont plats et recouvrent les piédroits, les tympans ainsi que les débouchés des couloirs d'accès et de sortie. Comme pour le point d'arrêt de la ligne 2, les cadres publicitaires sont métalliques et le nom de la station figure en typographie Parisine sur des plaques émaillées.

Quais de la ligne 3
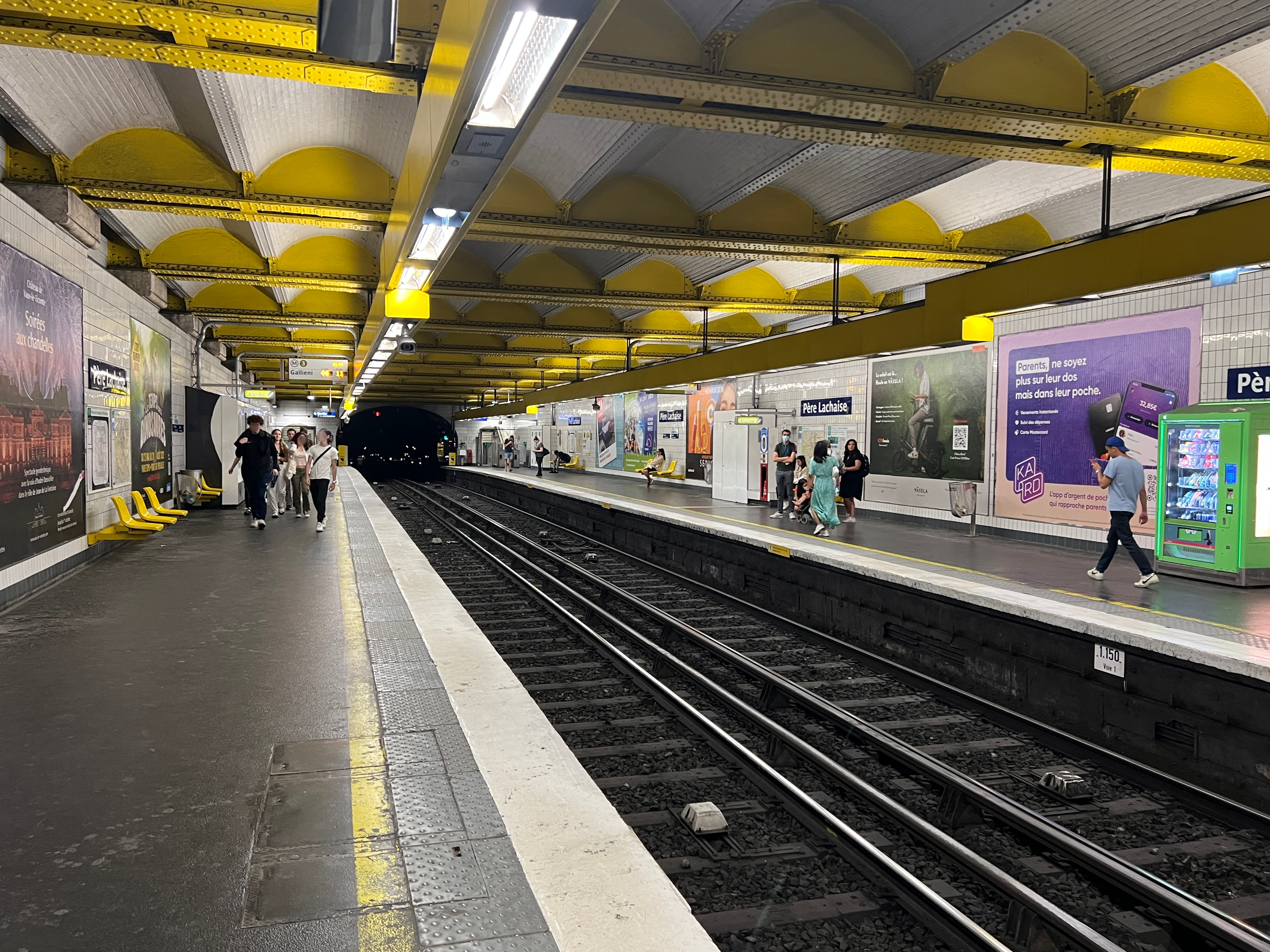
Les quais vus en direction de Pont de Levallois - Bécon.
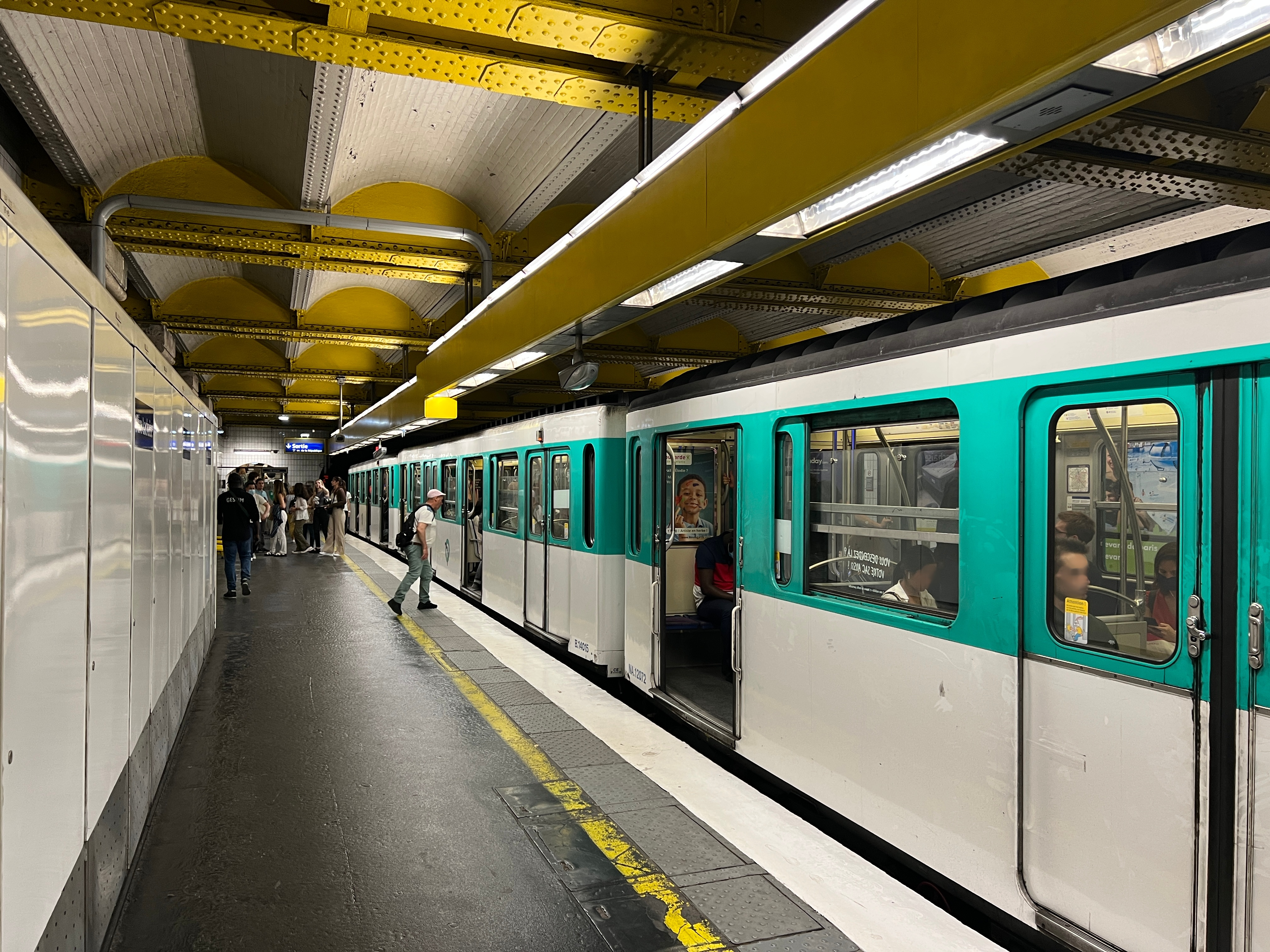
Rame MF 67 rénovée à quai en direction de Gallieni.
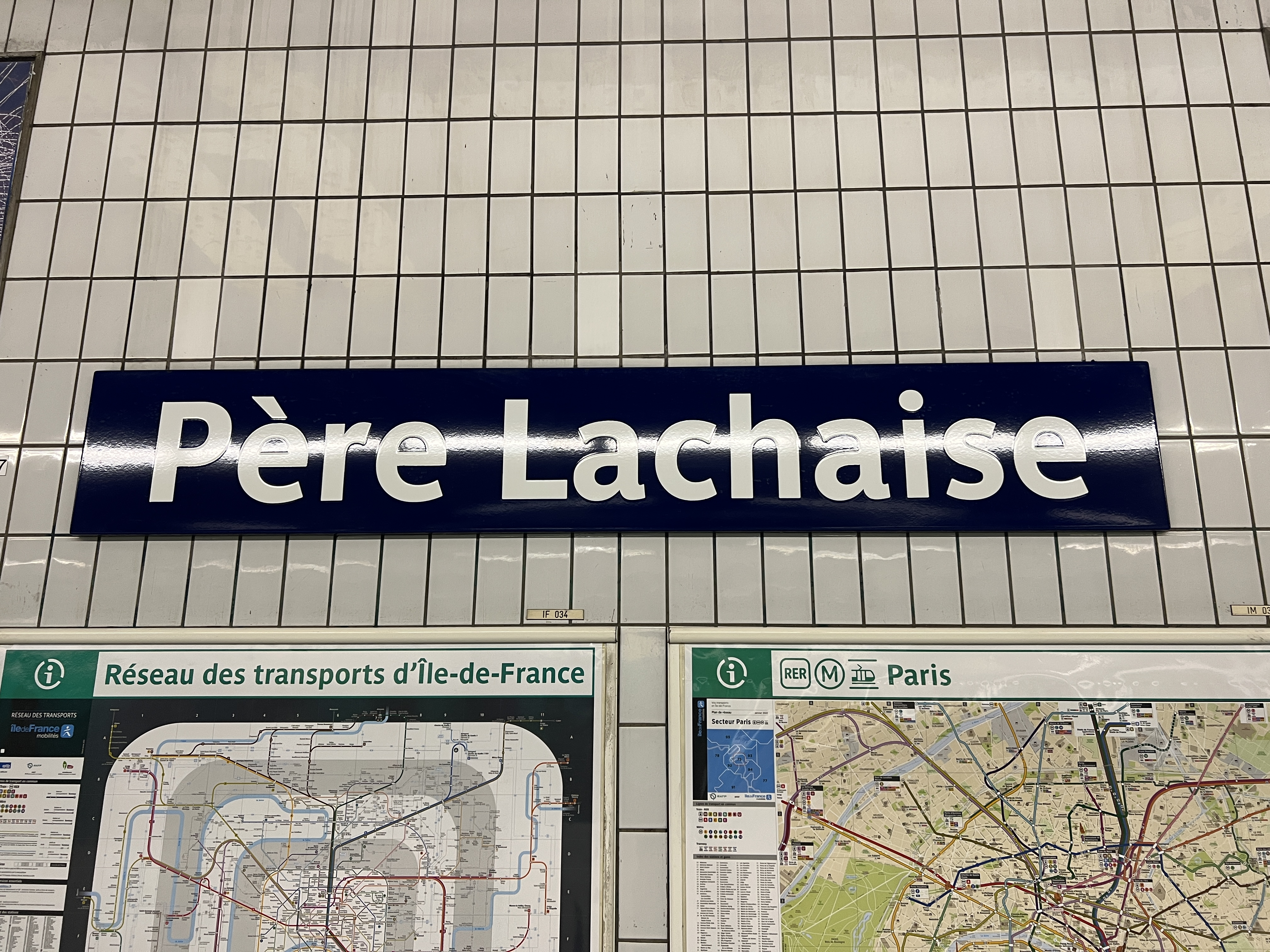
Plaque nominative de la station en tôle émaillée.

### Intermodalité
La station est desservie par les lignes 61, 69 et 71 du réseau de bus RATP et, la nuit, par les lignes N16 et N34 du réseau Noctilien.

## À proximité
- Quartier des Amandiers (surnommé « La Banane »)
- Cimetière du Père-Lachaise
- Basilique Notre-Dame-du-Perpétuel-Secours
- Lycée Voltaire
- Square de la Roquette
- Square Marcel-Rajman
- Jardin Samuel-de-Champlain
- Square des Mûriers
- Jardin Toussaint-Louverture (anciennement square des Amandiers)
- Square Élisa-Borey
- Square du Sergent-Aurélie-Salel (anciennement square Sorbier)
- Atelier des Lumières